# Камбуз
Камбуз (от руски: камбуз, заето от холандски: kombuis) – корабна кухня.
Понятието е формирано през 15 век. Терминът камбуз е дошъл в българския език от руски, употребявал се е масово до края на 90-те години на миналия век, предимно на военните кораби от българските ВМС. Днес се употребява рядко, помещението за приготвяне на храна на съвременните търговските кораби се нарича или кухня или гали (от англ.: galley).
За разлика от кухненските помещения на сушата, камбузът е оборудван за работа в условия на клатене. Силното бордово клатене затруднява работата на корабния готвач (кок) и може да създаде някои опасности. Съществуват печки и съдове за варене на карданно окачване, поставят се ограждения на котлоните с цел съдовете за готвене да не паднат от тях.